# Edward Ravenscroft

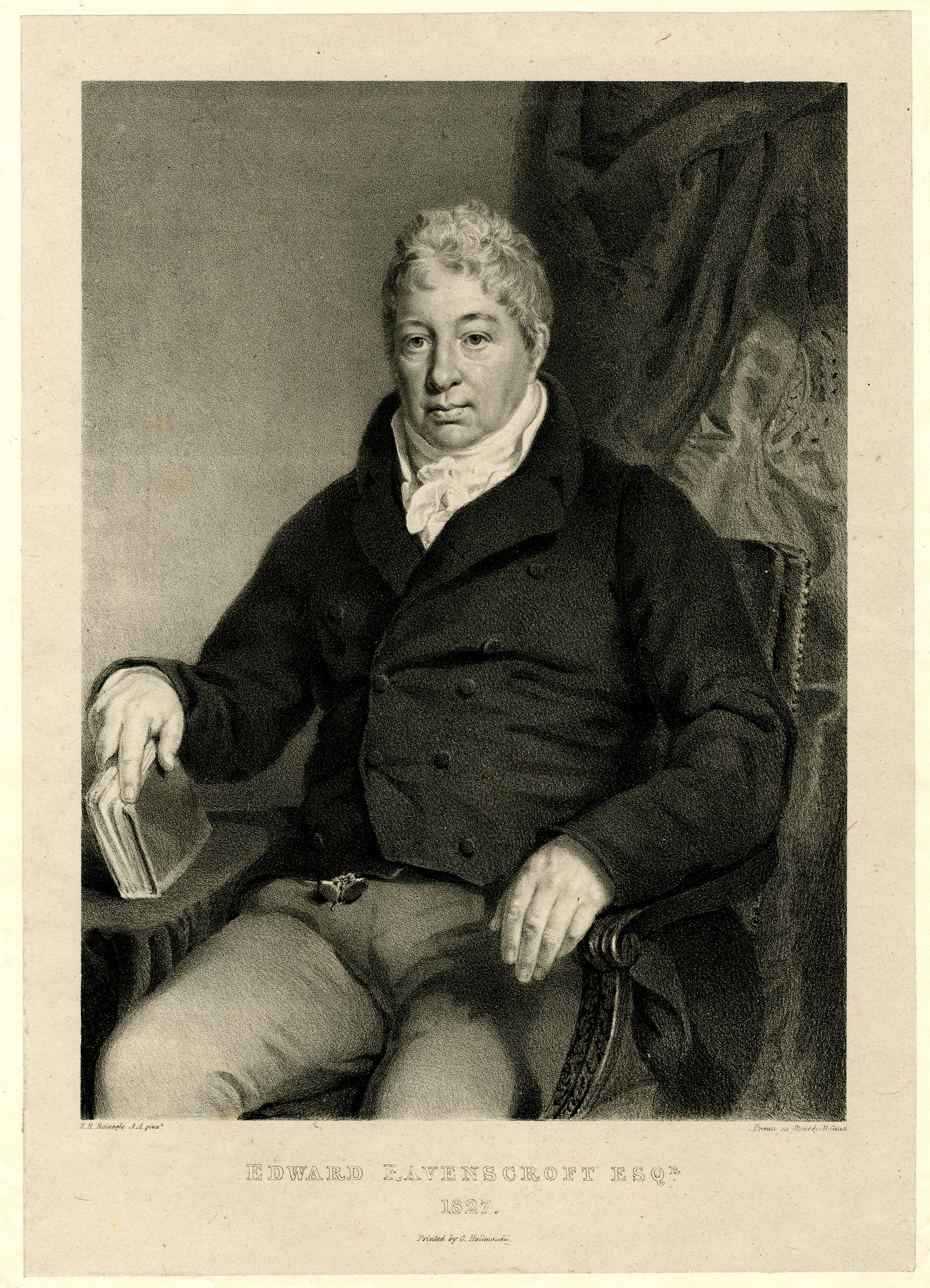
Edward Ravenscroft

Edward Ravenscroft, (vers 1654 - 1707), est un dramaturge anglais, issu d'une ancienne famille du Flintshire, datant, selon lui, de Guillaume le Conquérant. 

## Biographie
Edward Ravenscroft entre au Middle Temple, mais il se consacre principalement à la littérature théâtrale. Erskine dit qu'il était plutôt un compilateur de pièces qu'un réel dramaturge, qui, ayant quitté le domaine aride du droit, ne travailla pas davantage dans celui de la poésie, préférant cueillir les fleurs plantées par d'autres. Mentionnant le conflit d'auteurs entre Ravenscroft et Dryden, chacun accusant l'autre de plagiat, ce qu'ils faisaient tous deux, Cibber précise que Dryden tournait en or tout ce qu'il copiait, tandis que Ravenscroft ne rajoutait aucune grâce à ses emprunts.

## Œuvres
Parmi ses œuvres, on peut citer : 
- Mamamouchi ; or, The Citizen turned Gentleman, comédie jouée au théâtre de Dorset Garden en 1671, et imprimée en 1675. Cette pièce est entièrement empruntée à Monsieur de Pourceaugnac et au Bourgeois gentilhomme de Molière. Dryden critiquera Ravenscroft pour ce plagiat. Dans le prologue, l'auteur révèle qu'il a fréquenté Middle Temple. La scène se passe à Londres[3].
- The Careless Lovers, comédie jouée au théâtre de Dorset Garden, en 1673, imprimée en 1673. Dans le prologue, Ravenscroft attaque Almanzor et Love in a Nunnery de John Dryden, à la suite de sa critique de Mamamouchi. Sa comédie, The Careless Lovers, est elle-même inspirée de Monsieur de Pourceaugnac de Molière. La scène se passe à Covent Garden. Dans sa lettre au lecteur, Ravenscoft se vante d'avoir écrit cette pièce en une semaine[4].
- Scaramouch a Philosopher, Harlequin a Schoolboy, Bravo a Merchant and Magician, comédie, jouée au Théâtre de Drury Lane en 1677. Ravenscroft s'est vanté d'avoir écrit cette pièce à la manière italienne, créant ainsi, selon lui, un nouveau style de comédie sur la scène anglaise. Il se plaint pourtant dans son prologue d'avoir été devancé par les Cheats of Scapin d'Otway joué au théâtre du duc. On sait en fait que la comédie de Ravenscroft est un amalgame d'intrigues tirées de trois pièces de Molière, Le Mariage forcé (1664), Le Bourgeois gentilhomme (1670) et Les Fourberies de Scapin (1671)[5].
- Wrangling Lovers ; or, The Invisible Mistress, comédie jouée au  théâtre du duc en 1677. La scène se passe à Tolède, et l'origine de cette pièce se trouve dans le roman d'aventures espagnol intitulé Deceptio Visus ; or, Seeing and Believing are two things. Mais comme Thomas Corneille s'est inspiré de cet ouvrage pour le canevas de sa comédie Les Engagements du hasard, et Molière pour celui du Dépit amoureux, Erskine pense qu'il est plus probable que Ravenscroft s'est inspiré d'un de ces deux auteurs plutôt que du roman[6],[7].
- King Edgar and Alfreda, tragi-comédie jouée  au Théâtre Royal en 1677. L'intrigue semble avoir été empruntée à une nouvelle intitulée The Annals of Love. La scène se passe en Mercie[8].
- The English Lawyer, comédie, jouée au Théâtre Royal en 1678. C'est une simple traduction de la pièce de théâtre en latin,Ignoramus, de George Ruggle de Cambridge[9], qui avait été présentée devant Jacques Ier à Cambridge en mars 1615. La scène se passe à Bordeaux[10]
- The London Cuckolds, comédie jouée au théâtre de Dorset Garden en 1682 et imprimée en 1683. Elle connut un très grand succès, et fut souvent jouée sur les scènes londoniennes jusqu'en 1752, particulièrement lors du Lord Mayor's Day. David Garrick omit de la jouer à partir de cette année-là, et en 1754, le roi ordonna de représenter à la place The Provoked Husband de Colley Cibber, ce qui porta un coup fatal à la comédie de Ravenscroft. Cette pièce est une succession de saynètes, extraites ou inspirées de La Précaution inutile de Scarron, des licencieux Contes d'Ouville, attribués à Antoine Le Métel d'Ouville, de nouvelles de Boccace et du Cocu, battu et content, conte licencieux de La Fontaine[11]. C'est sans doute sa pièce qui connut le plus de succès, mais c'est aussi la plus choquante[10].
- Dame Dobson ; or, The Cunning Woman, comédie jouée au théâtre du duc en 1684. C'est une traduction de la comédie française La Devineresse ; ou, les Faux Enchantements de Thomas Corneille et de  Jean Donneau de Visé, qui connut un très grand succès en France en 1679. Mais alors que l'original reçut les éloges les plus flatteuses, la copie de Ravenscroft fut censurée lors de sa représentation à Londres[12].
- Titus Andronicus ; or, The Rape of Lavinia, tragédie jouée au Théâtre Royal en 1687. Cette pièce est inspirée de Titus Andronicus de William Shakespeare[13].
- The Canterbury Guests ; or, A Bargain Broken, comédie jouée au Théâtre Royal en 1695. La scène se passe à Canterbury. Erskine dit que cette pièce fut reçue avec indifférence[14].
- The Anatomist ; or, The Sham Doctor, comédie jouée à Lincoln's Inn Fields en 1697 et publiée en 1722. Une masquarade musicale, intitulée The Loves of Mars and Venus et écrite par Pierre-Antoine Motteux, est incluse dans la pièce[15].
- The Italian Husband, tragédie, jouée à Lincoln's Inn Fields en 1698. Erskine trouve cette tragédie barbare et sanglante, l'intrigue étant tirée de l'histoire de Castruccio et Gloriana dans The glory of God's revenge against the bloody and detestable sins of murther and adultery de Thomas Wright[16].

Ravenscroft a écrit au total douze pièces, en s'inspirant largement de Molière et d'autres auteurs, confessant en une occasion qu'il « vannait la moisson de Shakespeare ». Il s'aventura à dénigrer le drame héroïque. Dryden répliqua en faisant la satire de sa pièce Mamamouchi dans le prologue de The Assignation, or Love in a Nunnery.